# Липковские
Липковские (пол. Lipkowski) — дворянский род.
Потомство капитана польских войск и подстолия инфлянтского Сигизмунда Липковского, который в 1715 году владел урочищем Стайниловка в Житомирском повете Киевского воеводства и другими дворянскими имениями, переходившими наследственно к его потомкам, из которых некоторые, привилегиями польских королей были жалованы почётными должностями.
Определением Герольдии от 10 декабря 1834 года, утверждены постановления Подольского дворянского депутатского собрания от 4 марта 1802, 29 ноября 1824 и 8 июля 1834 годов о внесении рода Липковских в шестую часть дворянской родословной книги.

## Описание герба
В серебряном щите червлёный бегущий вправо олень с золотой дворянской короной на шее.
Щит увенчан дворянским коронованным шлемом. Нашлемник: пять павлиньих перьев. Намёт: червлёный с серебром.